# Моллов, Али
Али Моллов (болг. Али Моллов; род. 31 декабря 1970, Троян) — болгарский борец греко-римского стиля, призёр чемпионатов Европы и мира, участник летних Олимпийских игр 2000 года в Сиднее. Выступал в полутяжёлой (до 90 кг) и тяжёлой (до 97 кг) весовых категориях. С 1997 года тренировался под руководством Братана Зенова. На Олимпиаде проиграл румыну Петру Судурецу, а затем победителю этой Олимпиады шведу Микаэлю Юнгбергу и выбыл из борьбы за медали.